# Municipio de Talsi
El municipio de Talsu (en Letón: Talsu novads) es uno de los 36 municipios de Letonia, que abarca una pequeña porción del territorio de dicho país báltico. Fue creado durante el año 2009 después de una reorganización territorial. La capital es la villa de Talsi, de unos diez mil habitantes. En el municipio existen otras tres villas: Sabile, Stende y Valdemārpils.

## Subdivisiones
- Abavas pagasts (zona rural)
- Ārlavas pagasts (zona rural)
- Balgales pagasts (zona rural)
- Ģibuļu pagasts (zona rural)
- Īves pagasts (zona rural)
- Ķūļciema pagasts (zona rural)
- Laidzes pagasts (zona rural)
- Laucienes pagasts (zona rural)
- Lībagu pagasts (zona rural)
- Lubes pagasts (zona rural)
- Sabile (villa)
- Stende (villa)
- Strazdes pagasts (zona rural)
- Talsi (villa)
- Valdemārpils (villa)
- Valdgales pagasts (zona rural)
- Vandzenes pagasts (zona rural)
- Virbu pagasts (zona rural)

## Población y territorio
Su población se encuentra compuesta por un total de 34.871 personas (2009). La superficie de este municipio abarca una extensión de territorio de unos 1.763,2 kilómetros cuadrados. La densidad poblacional es de 19,78 habitantes por cada kilómetro cuadrado.